# Liste der Baudenkmäler in Margetshöchheim
Auf dieser Seite sind die Baudenkmäler in der unterfränkischen Gemeinde Margetshöchheim zusammengestellt. Diese Tabelle ist eine Teilliste der Liste der Baudenkmäler in Bayern. Grundlage ist die Bayerische Denkmalliste, die auf Basis des Bayerischen Denkmalschutzgesetzes vom 1. Oktober 1973 erstmals erstellt wurde und seither durch das Bayerische Landesamt für Denkmalpflege geführt wird. Die folgenden Angaben ersetzen nicht die rechtsverbindliche Auskunft der Denkmalschutzbehörde.
 Diese Liste gibt den Fortschreibungsstand vom 15. April 2020 wieder und enthält 25 Baudenkmäler.

## Baudenkmäler
| Lage                                        | Objekt                                         | Beschreibung | Akten-Nr.     | Bild           |
| ------------------------------------------- | ---------------------------------------------- | --- | ------------- | -------------- |
| Am Sportplatz; Würzburger Straße (Standort) | Bildhäuschen                                   | Giebelbedachter Massivbau mit Rundbogennische, darin Madonnenrelief, 19. Jahrhundert. | D-6-79-161-24 | weitere Bilder |
| Dorfstraße 11 (Standort)                    | Hoftoranlage                                   | Rundbogentor mit profiliertem Gewände sowie separater, rundbogiger Pforte, 17. Jahrhundert. | D-6-79-161-2  | weitere Bilder |
| Dorfstraße 15 (Standort)                    | Wohnhaus                                       | Zweigeschossiger giebelständiger Bau mit Krüppelwalm, 17. Jahrhundert, nicht nachqualifiziert, im Bayerischen Denkmal-Atlas nicht kartiert.                                                                    | D-6-79-161-25 | BW             |
| Erlabrunner Straße 1 (Standort)             | Wohngebäude                                    | Zweigeschossiger, verputzter Halbwalmdachbau in Ecklage, mit Fachwerkobergeschoss und geohrten Fensterrahmungen, bezeichnet mit „1746“.                                                                        | D-6-79-161-3  | weitere Bilder |
| Grabenhügel (Standort)                      | Bildhäuschen                                   | Mit Pietàskulptur in Nische, 19. Jahrhundert. | D-6-79-161-23 | weitere Bilder |
| Hummelbrunn, Bucher Weg (Standort)          | Bildstock                                      | Bezeichnet mit „1928“. | D-6-79-161-22 | weitere Bilder |
| Mainstraße 1 a (Standort)                   | Hoftor                                         | Rundbogig, bezeichnet mit „1608“. | D-6-79-161-4  | weitere Bilder |
| Mainstraße 2 (Standort)                     | Wohngebäude                                    | Zweigeschossiger Satteldach mit Fachwerkobergeschoss, 17./18. Jahrhundert. | D-6-79-161-5  | weitere Bilder |
| Mainstraße 3 (Standort)                     | Wohngebäude                                    | Zweigeschossiger, verputzter Massivbau mit Satteldach, teilweise mit profilierten Fensterrahmungen des 17. Jahrhunderts, im Wesentlichen 19. Jahrhundert. 2011 begannen Sanierungsarbeiten an dem Wohngebäude. | D-6-79-161-6  | weitere Bilder |
| Mainstraße 12 (Standort)                    | Gasthaus zum Alten Schulzen                    | Zweigeschossiger, verputzter Halbwalmdachbau, 18. Jahrhundert | D-6-79-161-7  | weitere Bilder |
| Mainstraße 12 (Standort)                    | Hoftor                                         | rundbogig, 18. Jahrhundert | D-6-79-161-7  | weitere Bilder |
| Mainstraße 12 a (Standort)                  | Nebengebäude                                   | wohl gleichzeitig | D-6-79-161-7  | BW             |
| Mainstraße 13 (Standort)                    | Wohngebäude                                    | Zweigeschossiger, verputzter Satteldachbau mit Halbwalmdach und Fachwerkobergeschoss, 18. Jahrhundert | D-6-79-161-8  | weitere Bilder |
| Mainstraße 13 (Standort)                    | Hoftoranlage                                   | mit separater Pforte und Einfriedung, gleichzeitig | D-6-79-161-8  | weitere Bilder |
| Mainstraße 13 (Standort)                    | Bildhäuschen                                   | in die Hauswand eingelassen, rundbogiger Nischenaufsatz mit modernem Relief der heiligen Teresia und Kreuzbekrönung, auf Postament mit Inschrift, Sandstein, bezeichnet mit „1732“                             | D-6-79-161-8  | weitere Bilder |
| Mainstraße 14 (Standort)                    | Ehemalige Schule, sogenannte Alte Schule       | Zweigeschossiger Satteldachbau mit Fachwerkobergeschoss, bezeichnet mit „1672“ | D-6-79-161-9  | weitere Bilder |
| Mainstraße 14 (Standort)                    | Einfriedung                                    | Bruchsteinmauerwerk, wohl gleichzeitig | D-6-79-161-9  | BW             |
| Mainstraße 15 (Standort)                    | Ehemaliges Schulhaus, jetzt Gemeindeverwaltung | Dreigeschossiger Massivbau mit Walmdach, 1927, mit nördlichem zweigeschossigen Satteldachanbau mit Treppengiebel über Sockelgeschoss, Ende 19. Jahrhundert.                                                    | D-6-79-161-10 | weitere Bilder |
| Mainstraße 16 (Standort)                    | Ehemaliges Pfarrhaus                           | Zweigeschossiger, verputzter Massivbau mit Halbwalmdach, um 1800. | D-6-79-161-11 | weitere Bilder |
| Mainstraße 19 (Standort)                    | Katholische Pfarrkirche Sankt Johannes Baptist | Östlicher Fassadenturm mit Spitzhelm und daran anschließendem Langhaus, beide im Kern frühgotisch, gestaltgebender Umbau um 1609 im Juliusstil, mit westlich angefügtem Zentralbau, 1953; mit Ausstattung      | D-6-79-161-1  | weitere Bilder |
| Mainstraße 19 (Standort)                    | Bildstock                                      | Kreuzschlepper auf Säule, über erneuertem Postament, Sandstein, 18. Jahrhundert | D-6-79-161-1  | weitere Bilder |
| Mainstraße 23 (Standort)                    | Wohngebäude                                    | Eingeschossiger, verputzter Mansardhalbwalmdachbau über hohem Kellergeschoss, mit geohrten Fensterrahmungen und Freitreppe, 18. Jahrhundert                                                                    | D-6-79-161-12 | BW             |
| Mainstraße 23 (Standort)                    | Hoftoranlage                                   | mit separater Pforte, 17. Jahrhundert | D-6-79-161-12 | weitere Bilder |
| Mainstraße 39 (Standort)                    | Hofanlage: Wohngebäude                         | zweigeschossiger, verputzter Satteldachbau mit Fachwerkobergeschoss mit westlichem eingeschossigen Satteldachanbau, 18. Jahrhundert                                                                            | D-6-79-161-13 | weitere Bilder |
| Mainstraße 39 (Standort)                    | Hofanlage: Hoftoranlage                        | mit separater Pforte, bezeichnet mit „1741“ | D-6-79-161-13 | BW             |
| Mainstraße 39 (Standort)                    | Hofanlage: Nebengebäude                        | eingeschossiger Bruchsteinmauerwerksbau mit Satteldach, wohl 18. Jahrhundert | D-6-79-161-13 | BW             |
| Mainstraße 41 (Standort)                    | Bildstockkopf                                  | Rundbogiger Nischenaufsatz mit Pietàrelief, 19. Jahrhundert. | D-6-79-161-17 | weitere Bilder |
| Mainstraße 42 (Standort)                    | Bildhäuschen                                   | Erneuerter rundbogiger Nischenaufsatz mit moderner Pietàfigur, auf Postament mit Inschrift, Sandstein, bezeichnet mit „1814“.                                                                                  | D-6-79-161-18 | weitere Bilder |
| Nähe Mainstraße (Standort)                  | Friedhof: Friedhofsmauer                       | Bruchstein, 18./19. Jahrhundert | D-6-79-161-14 | BW             |
| Nähe Mainstraße (Standort)                  | Friedhof: Friedhofskreuz                       | Kruzifix auf Postament mit Inschriftenkartusche, Sandstein, spätes 18. Jahrhundert | D-6-79-161-14 | weitere Bilder |
| Nähe Mainstraße (Standort)                  | Friedhof: Kriegerdenkmal                       | für die Gefallenen des Krieges von 1866 und 1870/71, Granitobelisk, letztes Viertel 19. Jahrhundert | D-6-79-161-14 | weitere Bilder |
| Nähe Mainstraße (Standort)                  | Friedhof: Kreuzweg                             | dreizehn Stationen mit figürlichen Steinreliefs, Jugendstil, frühes 20. Jahrhundert. | D-6-79-161-14 | weitere Bilder |
| Mittlerer Bachwiesenweg (Standort)          | Bildstock                                      | Bezeichnet mit „1899“, nicht nachqualifiziert, im Bayerischen Denkmal-Atlas nicht kartiert. | D-6-79-161-20 | weitere Bilder |
| Thoma-Rieder-Straße 39 (Standort)           | Bildhäuschen                                   | Rundbogiger Nischenaufsatz, Rückwand mit Dreifaltigkeitsrelief, auf Postament, Sandstein, bezeichnet mit „1784“.                                                                                               | D-6-79-161-19 | weitere Bilder |
| Untere Steigstraße 1 (Standort)             | Bildhäuschen                                   | Vermauerter rundbogiger Nischenaufsatz, Sandstein, darin Madonnenfigur, 19. Jahrhundert. | D-6-79-161-15 | weitere Bilder |
| Viehtriebweg (Standort)                     | Bildhäuschen                                   | rundbogiger Nischenaufsatz mit Madonnenfigur, auf erneuertem Postament, Sandstein, bezeichnet 1913. | D-6-79-161-21 | weitere Bilder |
| Nähe Würzburger Straße (Standort)           | Wegkapelle                                     | Einfacher, barocker Saalbau mit Satteldach und Eckpilastergliederung, bezeichnet mit „1743“; mit Ausstattung.                                                                                                  | D-6-79-161-16 | weitere Bilder |